# 124-я истребительная авиационная дивизия ПВО
124-я истреби́тельная авиацио́нная диви́зия ПВО (124-я иад ПВО) — авиационное соединение ПВО Вооружённых Сил РККА, принимавшее участие в боевых действиях Великой Отечественной войны.

## История наименований
- 124-я истребительная авиационная дивизия ПВО[1];
- 124-я истребительная авиационная дивизия[1];
- Войсковая часть (полевая почта) 27810[1].

## История и боевой путь дивизии
124-я истребительная авиационная дивизия ПВО сформирована 21 мая 1944 года на основании Постановления ГКО № 5508 от 29.03.1944 года и директивы Генерального штаба Красной армии № ОРГ/10/307448 от 20.04.1944 г. в поселке Едрово Валдайского района Ленинградской области в составе:
- 115-й истребительный авиационный полк ПВО (Выползово);
- 926-й истребительный авиационный полк ПВО (Малая Вишера);
- 966-й истребительный авиационный полк ПВО (Выползово);
- 146-й БАО;
- 320-й БАО.

Штаб дивизии расположен на южной окраине Едрово. С 21 мая 1944 года части дивизии приступили к выполнению боевой задачи по обороне железнодорожных узлов и перегонов. Во взаимодействии со средствами ПВО 16-й Отдельной бригады, 2-го корпуса ПВО и 3-го Прибалтийского фронта дивизия обороняла от налетов авиации противника железнодорожные узлы Чудово, Окуловка, Угловка, Бологое, Валдай, железнодорожные участки Бологое-Чудово, Бологое-Бежецк, Бологое-Лихославль, Бологое-Осташков, мосты через реки Волхов и Мста.
С 20 июня 1944 года боевая задача дивизии оставалась прежней, добавились железнодорожные узлы Дно и мосты через реки Цна у станции Вышний Волочек и Щелонь у станции Сольцы. Полки дивизии базировались рассредоточено:
- штаб дивизии — город Псков;
- 115-й истребительный авиационный полк ПВО — Выползово;
- 926-й истребительный авиационный полк ПВО — Гривочки, Малая Вишера, Выползово, Мигалово и Медведково;
- 966-й истребительный авиационный полк ПВО — Малая Вишера и Выползово.

С 25 октября по 15 ноября дивизия перебазировалась на новые аэродромы:
- штаб дивизии — город Резекне;
- 115-й истребительный авиационный полк ПВО — с аэродрома Гривочки на аэродром Тоукули;
- 966-й истребительный авиационный полк ПВО — с аэродрома Кречевицы на аэродром Тоукули;
- 964-й истребительный авиационный полк ПВО — с аэродрома Кречевицы на аэродром Медведково (Великие Луки);
- 926-й истребительный авиационный полк ПВО — остался на месте на аэродроме Поддубье;
- 126-й истребительный авиационный полк ПВО вошел в состав дивизии с 1 ноября — аэродром Полоцк.

В 1944 году дивизия выполнила 367 боевых вылетов, 690 самолёто-вылетов с налетом 728 часов, произвела 91 вылет на перехват воздушной цели, из них состоялось встреч — 4, провела 3 воздушных боя, в результате которых сбито 2 самолёта Ju-88.
В 1945 году части дивизии во взаимодействии со средствами ПВО 79-й дивизии ПВО приступили к выполнению боевой задачи по обороне железнодорожных узлов Резекне, Полоцк, Невель, Ново-Сокольники, Великие Луки, Псков, железнодорожных перегонов и мостов через реки Западная Двина у Полоцка и Великая у Пскова.
В составе действующей армии дивизия находилась с 21 мая 1944 года по 24 сентября 1944 года.
124-я истребительная авиационная дивизия ПВО в сентябре 1945 года была расформирована в составе 13-го корпуса ПВО.

## Командиры дивизии
| Звание                  | Имя                        | Период                  | Примечание |
| ----------------------- | -------------------------- | ----------------------- | ---------- |
| подполковник, полковник | Соколов Станислав Осипович | 29.03.1944 — 28.12.1944 |            |
| полковник               | Куреш Михаил Фёдорович     | 29.12.1944 — 01.10.1945 |            |

## В составе объединений
| Дата          | Фронт (округ)      | Район (армия ПВО, корпус ПВО) | Примечание     |
| ------------- | ------------------ | ----------------------------- | -------------- |
| 21.05.1944 г. | Северный фронт ПВО | 2-й корпус ПВО                |                |
| 01.10.1944 г. | Северный фронт ПВО | 79-я дивизия ПВО              |                |
| 24.12.1944 г. | Западный фронт ПВО | 79-я дивизия ПВО              |                |
| 01.02.1945 г. | Западный фронт ПВО | 2-й корпус ПВО                |                |
| 09.05.1945 г. | Западный фронт ПВО | 2-й корпус ПВО                |                |
| 01.07.1945 г. | Западный округ ПВО | 13-й корпус ПВО               | расформирована |

## Части и отдельные подразделения дивизии
За весь период своего существования боевой состав дивизии претерпевал изменения, в различное время в её состав входили полки:
| Период                  | Наименование                              | Примечание                    |
| ----------------------- | ----------------------------------------- | ----------------------------- |
| 01.01.1945 — 01.06.1945 | 115-й истребительный авиационный полк ПВО | передан в 106-ю иад ПВО       |
| 25.10.1944 — 17.03.1945 | 126-й истребительный авиационный полк ПВО | передан в 328-ю иад ПВО       |
| 17.03.1945 — 10.09.1945 | 416-й истребительный авиационный полк ПВО | передан в 125-ю иад ПВО       |
| 19.05.1944 — 17.03.1945 | 926-й истребительный авиационный полк ПВО | переименован в 416-й иап ПВО  |
| 07.07.1944 — 13.10.1945 | 964-й истребительный авиационный полк ПВО | передан в 144-ю иад ПВО       |
| 21.05.1944 — 10.09.1945 | 966-й истребительный авиационный полк ПВО | расформирован в 124-й иад ПВО |

## Боевой состав на 9 мая 1945 года
| Наименование                              | Примечание                                |
| ----------------------------------------- | ----------------------------------------- |
| 115-й истребительный авиационный полк ПВО | Як-9, Тоукули                             |
| 126-й истребительный авиационный полк ПВО | Ла-5, Полоцк                              |
| 416-й истребительный авиационный полк ПВО | Як-9Д, Поддубье;                          |
| 964-й истребительный авиационный полк ПВО | P-39 Airacobra, Медведково (Великие Луки) |
| 966-й истребительный авиационный полк ПВО | P-39 Airacobra, Тоукули                   |

## Базирование
| Период            | Место базирования       |
| ----------------- | ----------------------- |
| 04.1945 — 10.1945 | Резекне, Латвийская ССР |